# Edward Titchmarsh
Edward Titchmarsh (anglès: Edward Charles Titchmarsh)  (Newbury, 1 de juny de 1899 - Oxford, 18 de gener de 1963), conegut normalment com Ted Titchmarsh, va ser un matemàtic anglès.

## Vida i Obra
El pare de Titchmarsh era un ministre de l'església congregacional que va ser destinat a Sheffield i on va ser escolaritzat a la King Edward VII School des de 1908 fins a 1917. L'any 1917 va ingressar al Balliol College, Oxford, però ho va haver de deixar el curs següent en ser mobilitzat per la Primera Guerra Mundial, servint al cos d'enginyers. El 1919 va tornar a la universitat d'Oxford en la qual es va graduar en matemàtiques el 1922. El últim curs va estar fent recerca sota la supervisió de Hardy, de qui, a més, va ser secretari.
A partir de 1923 va ser, simultàniament, professor ajudant del University College de Londres i fellow del Magdalen College, Oxford, fins al 1929 en que va ser nomenat professor titular de la universitat de Liverpool. El 1931, quan Hardy va renunciar a la Càtedra Saviliana per marxar a Cambridge, Titchmarsh va acceptar ocupar la vacant amb la condició de no haver de donar classes de geometria. Va ocupar la càtedra fins a la seva sobtada mort el 1963.
Els treballs de recerca de Titchmarsh van ser en l'àmbit de l'anàlisi matemàtica. La seva particular forma de treballar feia que s'endinsés en un tema fins esgotar-lo totalment, publicar els resultats i, finalment, deixar-lo. Els seus sis llibres publicats ho son sobre els temes en els que va centrar el seu treball: la 
funció zeta de Riemann (1930), la teoria de funcions (1932), les sèries de Fourier (1937), les autofuncions (1946) i la hipòtesi de Riemann (1951), a més d'un llibre divulgatiu titulat Mathematics for the General Reader (1948), reeditat nombroses vegades. També va publicar més d'un centenar d'articles científics.
Un dels seus treballs més coneguts va ser el càlcul el 1936 dels primers 1041 zeros no trivials de la funció zeta de Riemann utilitzant la fórmula de Riemann-Siegel, sense poder contradir la hipòtesi riemanniana. Aquests zeros es troben en el interval {\displaystyle 0<\lambda <1,468}.